# Changwon

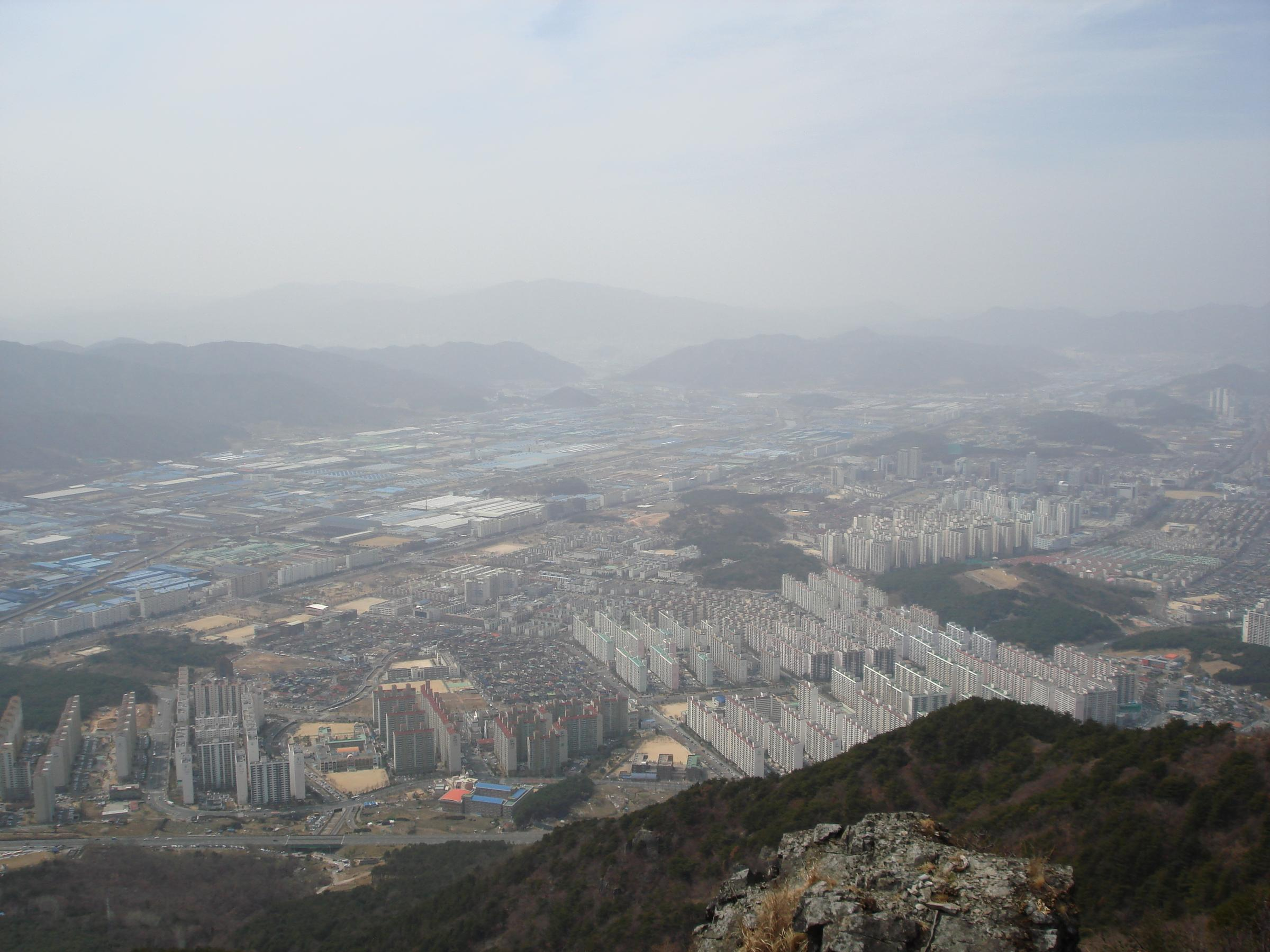
Panorama

Changwon is de hoofdstad van de Zuid-Koreaanse provincie Gyeongsangnam-do.
Met een bevolking van 1.070.000 inwoners is het de negende stad van Zuid-Korea (2015).
Changwon is een havenstad aan de Masan Bay, de steden Busan en Gimhae liggen ten oosten ervan. Miryang ligt ten noordoosten van Chanwong en  Jinju aan de westkant.
In 1974, toen het Changwon National Industrial Complex werd gevormd, kregen de steden Masan, Jinhae, en Changwon te maken met een belangrijke economische ontwikkeling, en groeiden aaneen tot een industrieel gebied.
Changwon paste stedelijke planning toe waarbij werd voorzien in een aantal parken en gescheiden woon- en industriegebieden. De stad noemt zich een "milieu-hoofdstad"; de stedelijke overheid participeert in klimaat-conferenties en verbindt zich aan de ontwikkeling van duurzame plannen zoals het fietsdeelsysteem.

## Geschiedenis

### Oudheid
Het gebied tussen Masan Bay en de heuvels landinwaarts is al sinds de bronstijd een bewoonde kustvlakte. Tegenwoordig zijn er nog objecten te vinden die dateren uit de ijzertijd, zoals Bangyedong monumenten, grafheuvels, en dolmen van nederzettingen uit de bronstijd.
In het jaar 209, tijdens de periode van de Drie koninkrijken van Korea, heette het gebied Gulja-gun en was een provincie van het koninkrijk Silla. De naam Changwon werd voor het eerst gebruikt in 1408 tijdens de Joseondynastie, toen koning Taejong de plaats Changwon-bu noemde. 
In 1895 werd het land door koning Gojong herverdeeld in 23 divisies, en de plaats opgesplitst in Changwon-gun Ungcheon-gun. In 1908 werd Ungcheon-gun samengevoegd met het nabije Jinhae-gun. Tijdens de Japanse bezetting van Korea (1910-1945) werd de naam Masan-bu, en werd Masan een haven. Later kwam Changwon weer los te staan van Masan-bu.

### Na de Koreaanse oorlog
In 1970 werd de Masan Free Export Zone geopend om buitenlandse bedrijven aan te moedigen zich te vestigen. In 1974 werd Changwon aangewezen als provinciehoofdstad. De industrieterreinen werden aangelegd in het zuidelijk deel van de stad, begrensd door een 15 km lange rechte weg. Changwon paste stedelijke planning toe op dezelfde manier als Canberra in Australië.
Sommige wegen zijn recht en breed genoeg om te dienen als landingsbaan in noodgevallen omdat Changwon is aangewezen als backup-hoofdstad. Ondergrondse looproutes dienen tevens als schuilkelders en wegen en gebouwen zijn genummerd met het oog op efficiëntie evacuaties.
In 1985 werd een monument ter gedachtenis aan de 1142 slachtoffers van de Koreaanse oorlog gebouwd, met een hoogte van 47 meter.
Op 1 juli 2010 werden Masan, Changwon en Jinhae samengevoegd tot Unified Changwon City, met een bevolking van 1,08 miljoen.

## Geografie

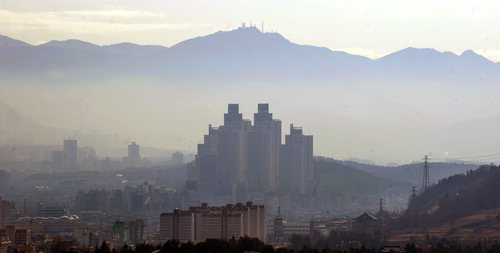
Downtown Changwon

Changwon ligt aan de zuidoostkust van het Koreaans schiereiland, in de delta van de Nakdong rivier aan de Masan Bay. De stad is omgeven door een laaggebergte met als hoogste toppen de Bulmo (802  m), Jeongbyeong (567 m) en de Jangbok (582 m).
Tot de stad behoren ook enkele kleine eilanden in de Masanbaai en langs de kust, zoals Dot eiland, Sokuri eiland, en een paar onbewoonde eilanden.
De omgeving van de stad heeft een vochtig subtropisch klimaat, code Cfa volgens de klimaatklassificatie van Köppen. Niet veel noordelijker kan echter van een landklimaat worden gesproken; in de winter overheersen droge noordwestenwinden en is de invloed van de zee beperkt. De maximumtemperatuur overdag varieert van 30,2 °C in augustus tot 7,3 °C in januari. De jaarlijkse neerslaghoeveelheid is gemiddeld 1540 mm. In juli en augustus valt bij warme, vochtige winden uit de Grote Oceaan 295 mm per maand; in de droogste maand december valt rond 22 mm.

## Economie
Changwon is sinds de jaren 1970 snel gegroeid door de aanleg van het industriegebied, een 25,3 km² groot terrein met fabrieken gedomineerd door zware industrie met in totaal circa 80.000 arbeidsplaatsen. Er zijn onder andere chemische bedrijven en producenten van zware machinerieën te vinden. In September 2010 overschreed het aantal gevestigde bedrijven de 2000, waarvan er 44 tot de categorie grote ondernemingen worden gerekend. Tot die groep behoren onder andere Hanwha Techwin, General Motors, LG Electronics, Doosan Heavy Industries & Construction, Hyosung, Hyundai Motor Company en STX Corporation.
Als provinciehoofdstad herbergt het ook diverse overheidsinstellingen, in het Jinhae-gu district is een marinebasis.

## Transport

### Fietsdeelsysteem

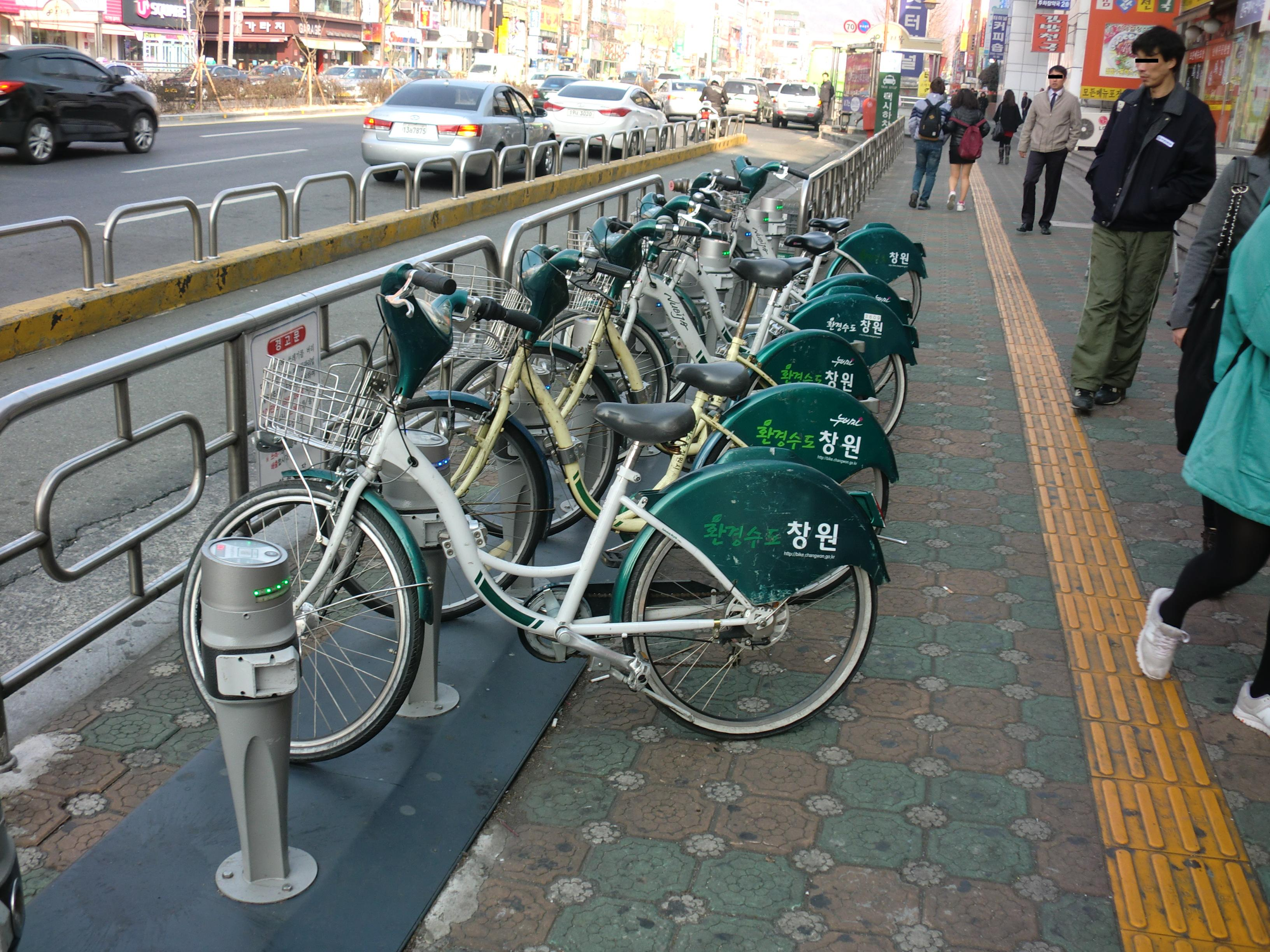
Fietsenterminal

Changwon, de eerste stad in Korea die zich een fietsstad noemt, wordt beschouwd als een van de toonaangevende steden met een openbaar fietsdeelsysteem. Het systeem werd geïntroduceerd in 2008 in een poging verkeer- en parkeerproblemen te verminderen, de volksgezondheid te verbeteren en minder afhankelijk te zijn van auto-gerelateerde stedelijke planning. Het fietsdeelsysteem hield ook infrastructurele veranderingen in, zoals 18 nieuwe fietsroutes met een totale lengte van 101 km. Per 2012 waren er 4700 fietsen beschikbaar in 241 terminals die via de Nubija-app gevonden kunnen worden. In 2012 waren er bijna 69.000 geregistreerde gebruikers, die met een chip een fiets kunnen lenen. Gemiddeld wordt er bijna 16.000 keer per dag een fiets gebruikt.

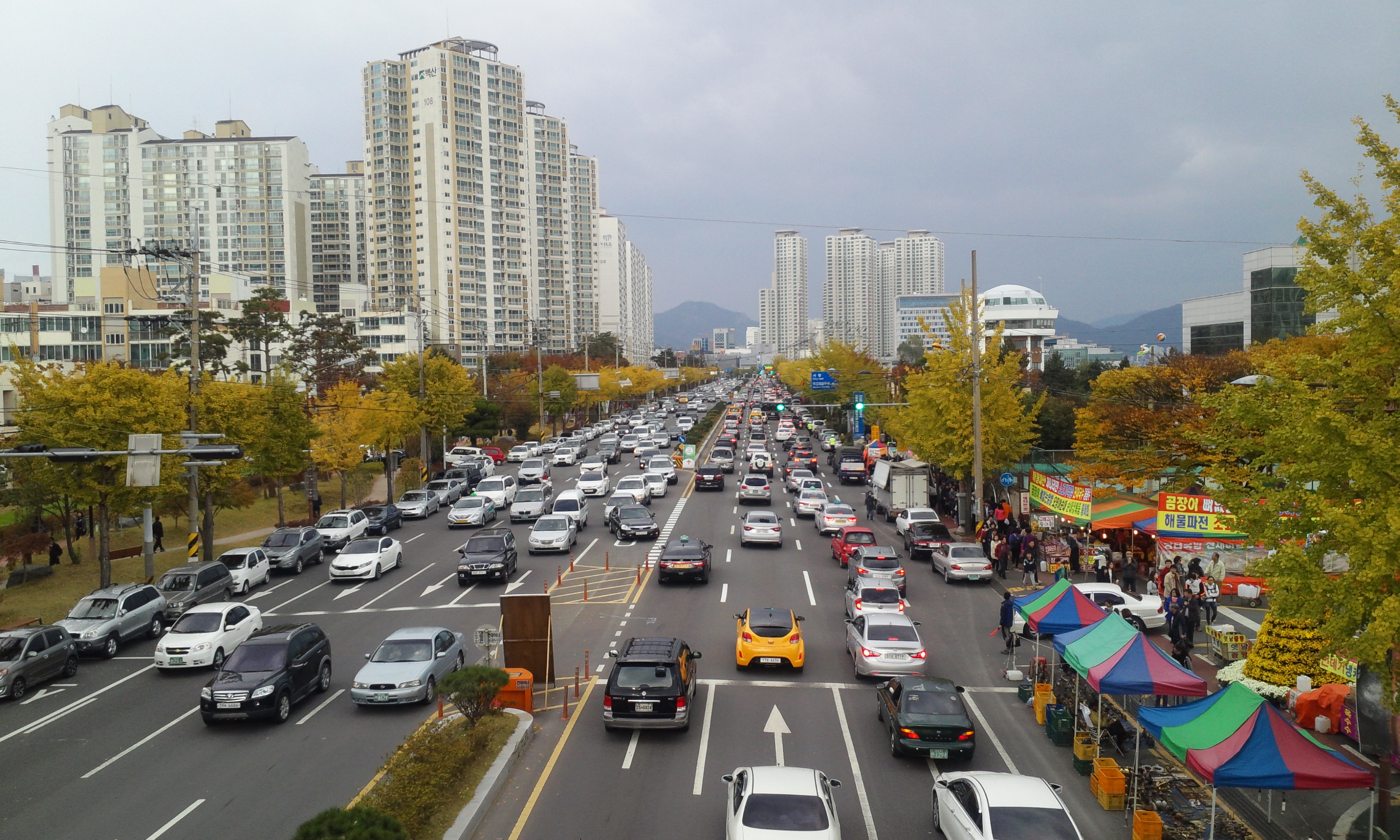
Haeandero Ave in Changwon

De naam Nubija is een samentrekking van de Koreaanse woorden voor "reizen" en "fiets".

### Bussen
Changwon en omgeving worden bediend door ruim 80 busroutes. Snelbusdiensten verbinden Changwon met andere steden door heel Zuid-Korea vanuit zes busterminals in de stad.

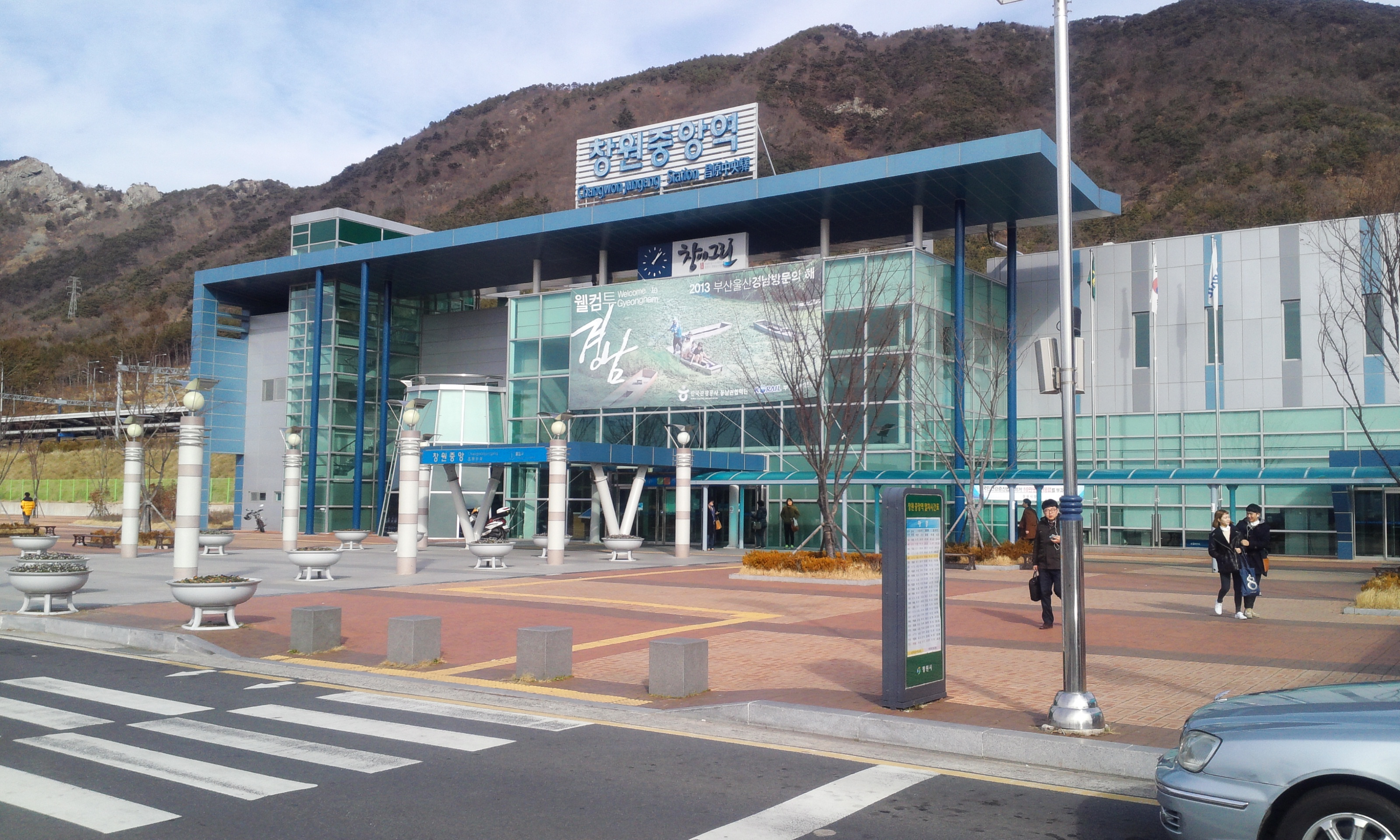
Changwon Centraal Station

### Spoorvervoer
De stad ligt aan de Gyeongjeon-lijn die langs de zuidkust loopt van Gwangju naar Samnangjin, en de regio's Jeolla en Gyeongsang met elkaar verbindt. Sinds 2010 onderhoudt KTX een verbinding tussen Changwon en Seoul; de reisduur is ongeveer drie uur.

### Veerdienst
Masan Ferry Terminal vaart op de stad Geoje, ten zuidoosten van Changwon.
Vanaf het Masan Dotseom Marine Park is er een 10-minutendienst naar het beboste eiland Dotseom in de Masan-baai.

### Vliegverkeer
Gimhae International Airport (PUS) ligt op 35 km afstand in de stad Gimhae. In 2016 was dit de vierde luchthaven van Zuid-Korea, met 14,9 miljoen passagiers.